# Rémi Godeau
Pour les articles homonymes, voir Godeau.
Rémi Godeau est un journaliste français, rédacteur en chef de L'Opinion depuis mai 2013 après avoir été rédacteur en chef de L'Est républicain à partir de janvier 2008.

## Biographie
Après une maîtrise d'économie obtenue à Paris XI-Dauphine et un diplôme de l'Institut d'études politiques de Paris (1991), il commence sa carrière de journaliste à Jeune Afrique, comme grand reporter. Il est ensuite rédacteur puis chef de service au Revenu Hebdomadaire (1994-1999), chef d'enquête au mensuel Capital (1999-2000) avant d'entrer au Figaro. Au Figaro Économie, il occupe successivement les postes de rédacteur chargé des questions budgétaires, de rédacteur en chef adjoint chargé des pages Enquêtes, de rédacteur en chef responsable du service Médias-Nouvelles technologies-Télécommunications, et de correspondant à Londres.
En janvier 2008, il remplace  Pierre Taribo comme rédacteur en chef du quotidien régional (OJD 2008 : 184 750 ex.).

## Ouvrages
- Le franc CFA : pourquoi la dévaluation de 1994 a tout changé, Sépia, 1996  (ISBN 2907888404)
- Quel avenir pour la nouvelle économie ?, Phare-Hachette, 2001  (ISBN 2-8461-6027-9)
- Main basse sur la musique : enquête sur la Sacem, Calmann-Lévy, 2003  (ISBN 2702133673)
- La France en faillite : la vérité sur l'explosion de la dette publique, Calmann-Lévy, 2006,  (ISBN 9782702134634)